# Chặng đua MotoGP Americas
Chặng đua MotoGP Americas (Tên chính thức Grand Prix of the Americas) là một chặng đua thuộc giải đua xe MotoGP được tổ chức hàng năm (tính đến năm 2021) ở trường đua Circuit Of The Americas, bang Texas, Hoa Kỳ. Chặng đua này bao gồm ba thể thức là MotoGP, Moto2 và Moto3.

## Lịch sử
Chặng đua được tổ chức lần đầu vào năm 2013. Ở thể thức MotoGP, Marc Marquez là người đã giành chiến thắng 6 năm liên tục từ năm 2013 đến năm 2018.
Năm 2019 (thể thức MotoGP): Marc Marquez bị ngã xe khi đang dẫn đầu, Alex Rins đã vượt mặt Valentino Rossi để giành chiến thắng. Đây là chiến thắng thể thức MotoGP đầu tiên của Rins.
Năm 2020: Do đại dịch COVID-19, chặng đua đã bị hủy bỏ.
Năm 2021: Ban đầu chặng đua không nằm trong lịch thi đấu chính thức. Sau khi chặng đua MotoGP Nhật Bản bị hủy thì chặng đua Americas đã được đưa trở lại lịch thi đấu. Marc Marquez đã có chiến thắng thứ bảy ở chặng đua này.

## Kết quả theo năm
(Tất cả các chặng đua MotoGP Americas đều được tổ chức ở trường đua Circuit of the Americas)
| Năm  | Trường đua              | Moto3                       | Moto3                       | Moto2                       | Moto2                       | MotoGP                      | MotoGP                      | Chi tiết                    |
| Năm  | Trường đua              | Tay đua                     | Xe                          | Tay đua                     | Xe                          | Tay đua                     | Xe                          | Chi tiết                    |
| ---- | ----------------------- | --------------------------- | --------------------------- | --------------------------- | --------------------------- | --------------------------- | --------------------------- | --------------------------- |
| 2023 | Circuit of the Americas | Iván Ortolá                 | KTM                         | Pedro Acosta                | Kalex                       | Álex Rins                   | Honda                       | Chi tiết                    |
| 2022 | Circuit of the Americas | Jaume Masià                 | KTM                         | Tony Arbolino               | Kalex                       | Enea Bastianini             | Ducati                      | Chi tiết                    |
| 2021 | Circuit of the Americas | Izan Guevara                | Gas Gas                     | Raúl Fernández              | Kalex                       | Marc Márquez                | Honda                       | Chi tiết                    |
| 2020 | Circuit of the Americas | Bị hủy vì đại dịch COVID-19 | Bị hủy vì đại dịch COVID-19 | Bị hủy vì đại dịch COVID-19 | Bị hủy vì đại dịch COVID-19 | Bị hủy vì đại dịch COVID-19 | Bị hủy vì đại dịch COVID-19 | Bị hủy vì đại dịch COVID-19 |
| 2019 | Circuit of the Americas | Arón Canet                  | KTM                         | Thomas Lüthi                | Kalex                       | Álex Rins                   | Suzuki                      | Report                      |
| 2018 | Circuit of the Americas | Jorge Martín                | Honda                       | Francesco Bagnaia           | Kalex                       | Marc Márquez                | Honda                       | Report                      |
| 2017 | Circuit of the Americas | Romano Fenati               | Honda                       | Franco Morbidelli           | Kalex                       | Marc Márquez                | Honda                       | Report                      |
| 2016 | Circuit of the Americas | Romano Fenati               | KTM                         | Álex Rins                   | Kalex                       | Marc Márquez                | Honda                       | Report                      |
| 2015 | Circuit of the Americas | Danny Kent                  | Honda                       | Sam Lowes                   | Speed Up                    | Marc Márquez                | Honda                       | Report                      |
| 2014 | Circuit of the Americas | Jack Miller                 | KTM                         | Maverick Viñales            | Kalex                       | Marc Márquez                | Honda                       | Report                      |
| 2013 | Circuit of the Americas | Álex Rins                   | KTM                         | Nicolás Terol               | Suter                       | Marc Márquez                | Honda                       | Report                      |